# 츠치야 안나
츠치야 안나(일본어: 土屋 アンナ, 쓰치야 안나, 1984년 3월 11일~)는 일본의 가수, 작사가, 모델, 배우이다. 1984년에 일본인 어머니와 아일랜드계/폴란드계 미국인 아버지 사이에서 태어났으며, 도쿄도 출신이다. 그녀는 모델로 잘 알려진 안젤라(Angela)라고 불리는 언니와 남동생인 케네스가 있다.

## 인물
- 14살때 세븐틴이라는 잡지에 스카웃되어 모델활동을 시작했다.
- 배우 활동시 사납고 거친 역할을 많이 맡았으며, 실제 본인의 성격도 맡았던 역할들과 비슷하다고 한다. 하지만 어렸을때는 지금과 반대로 피겨 스케이트와 피아노를 배웠고 레이스가 잔뜩달린 옷을 자주입었다고 한다.
- 아버지는 폴란드/아일랜드계 미국인이며, 어머니는 일본인. 부모는 안나가 7살 되던 해 이혼하고 어머니 슬하에서 언니,남동생과 자랐으며 현재 어머니는 안나가 소속된 모델링 오피스 AMA의 대표인 츠치야 마유미이다.
- 현재 모델일 외에도 배우, 가수로서 활발하게 활동하고 있다. 2007년 11월 NHK의 토크쇼 탑러너(トップランナー)와의 인터뷰에 의하면 일의 우선 순위는 음악이80%, 모델이20%라고 함.

## 음반 목록

### 싱글
|    | 발매일           | 제목                               | 최고순위 | 비고                                                          |  |
| -- | ---------------- | ---------------------------------- | -------- | ------------------------------------------------------------- |  |
| 1  | 2006년 1월 25일  | Change your life                   | 35       |                                                               |  |
| 2  | 2006년 3월 23일  | SLAP THAT NAUGHTY BODY / MY FATE   | 68       |                                                               |  |
| 3  | 2006년 6월 28일  | rose                               | 6        | ‘ANNA inspi' NANA (BLACK STONES)’라는 이름으로 발매.          |  |
| 4  | 2007년 1월 10일  | 구로이나미다 (黒い涙 검은 눈물[*]) | 7        | ‘ANNA TSUCHIYA inspi' NANA (BLACK STONES)’라는 이름으로 발매. |  |
| 5  | 2007년 2월 7일   | LUCY                               | 18       | ‘ANNA TSUCHIYA inspi' NANA (BLACK STONES)’라는 이름으로 발매. |  |
| 6  | 2007년 8월 1일   | BUBBLE TRIP / sweet love song      | 21       |                                                               |  |
| 7  | 2008년 1월 30일  | cocoon                             | 19       |                                                               |  |
| 8  | 2008년 6월 11일  | Crazy World                        | 19       | ‘츠치야 안나 feat. AI’라는 이름으로 발매.                     |  |
| 9  | 2008년 12월 17일 | Virgin Cat                         | 39       |                                                               |  |
| 10 | 2009년 7월 1일   | Brave vibration                    | 16       | -                                                             |  |
| 11 | 2010년 7월 21일  | Atashi                             |          |                                                               |  |
| 12 | 2010년 8월 18일  | Shout in the rain                  |          |                                                               |  |
| 13 | 2011년 9월 28일  | Unchained girl                     |          |                                                               |  |
| 14 | 2011년 11월 23일 | Switch on!                         |          |                                                               |  |
| 15 | 2012년 3월 22일  | voyagers                           |          |                                                               |  |
| 16 | 2013년 4월 17일  | Step in the new world!             |          |                                                               |  |

### 앨범
- strip me?(2006년 8월 2일)
- NUDY SHOW!(2008년 10월 29일)
- ANNA TSUCHIYA inspi' NANA(BLACK STONES, 2007년 2월 28일) ※ ANNA TSUCHIYA inspi' NANA(BLACK STONES)
- NANA BEST(2007년 3월 21일) ※ ANNA TSUCHIYA inspi' NANA(BLACK STONES)

### 미니앨범
- Taste My Beat(2005년 8월 24일)

## 출연

### 영화
- 불량공주 모모코(下妻物語, 2004년)
- 녹차의 맛(茶の味, 2004년)
- 하비/기계장치 마을의 큐피트(ハービー/機械じかけのキューピッド, 2005년) - 외화 더빙
- 밧슈먼트(バッシュメント, 2005년）
- 아르바이트 탐정(アルバイト探偵, 2006년)
- 혐오스러운 마츠코의 일생(嫌われ松子の一生, 2006년)
- 도로로(どろろ, 2007년）
- 사쿠란(さくらん, 2007년）
- 파코와 마법 동화책(パコと魔法の絵本, 2008년） - 타마코 역
- 날아라 호빵맨 - 요정 링링의 비밀(それいけ! アンパンマン 妖精リンリンのひみつ, 2008년) - 성우 출연
- 가무이외전(カムイ外伝, 2009년） - 아유 역
- 헤븐즈 도어(ヘブンズ・ドア, 2009년）
- 코이타니바시(恋谷橋, 2011년)
- 굿모에비앙!(グッモ一エビアン!, 2012년)
- S - 최후의 경관 - 탈환(S－最後の警官－奪還 RECOVERY OF OUR FUTURE, 2015년)
- 고닌 사가: 5인의 복수(GONIN サーガ, 2015년) - 키쿠치 아사미 역